# Jonathan Banks
Jonathan Ray Banks (født 31. januar 1947) er en amerikansk skuespiller. Han er født i Washington, D.C. og opvokset i Chillum Heights i Maryland, hvor han begyndte at spille teater. I 1974 flyttede han til Los Angeles, hvor han opnåede en række biroller i film og tv-produktioner. Hans gennembrud kom i rollen som FBI Special Agent Frank McPike i tv-serien Wiseguy (1987–1990), for hvilken han modtog en nominering til en Emmy Award i kategorien "Outstanding Supporting Actor in a Drama Series".
Karrieren fortsatte i film og tv, og i 2009 fik Banks rollen som lejemorderen og "fixeren" Mike Ehrmantraut i tv-serien Breaking Bad (2009–2012). Rollen fortsatte i spin-off serien Better Call Saul (2015–2022) og i spillefilmen El Camino: A Breaking Bad Movie (2019). For rollen som Ehrmantraut modtog Banks Emmy nomineringer i alle tre serier/film for den samme rolle.

## Udvalgte film, tv-film og tv-serier
Film
- The Rose (1979)
- Stir Crazy (1980)
- Airplane! (1980)
- 48 Hrs. (1982)
- Beverly Hills Cop (1984)
- Freejack (1991)
- Crocodile Dundee in Los Angeles (2001)
- Reign Over Me (2007)
- Mudbound (2017)
- The Commuter (2018)

Tv-film og tv-serier
- The Gangster Chronicles (1981)
- Otherworld (1985)
- Highlander: The Series (1994)
- Walker, Texas Ranger (1994)
- CSI: Crime Scene Investigation (2004)
- Without a Trace (2006)
- Community (2014)